# Guamatela
Guamatela, monotipski biljni rod smješten u vlastitu porodicu Guamatelaceae, dio reda Crossosomatales. Jedina vrsta  G. tuerckheimii, vazdazeleni grm iz Meksika (Oaxaca, Chiapas), Gvatemale i Hondurasa
Rod je izvorno opisan po primjerku iz Gvatemale i smješten u tribus Neillieae, porodica Rosaceae. U zasebnu porodicu Guamatelaceae uključena je kasnijim istraživanjima, i to nakon izdvajanja DNA iz dva herbarijska primjerka G. tuerckheimii, jednog prikupljenog u državi Oaxaca, Meksiko 1969. godine, a drugog u odjelu El Progreso, Guatemala 2000. godine. Filogenetske analize gena kloroplasta rbcL, atpB i matK snažno podupiru Guamatelu kao članom rozidnog reda Crossosomatales, i na temelju ovih rezultata, je predložena nova potodica Guamatelaceae za smještaj ovog roda.

## Opis
Guamatelaceae sastoji se od jednog roda (Guamatela) i jedne vrste (G. türckheimii), koja je porijeklom iz Srednje Amerike. Neobičan je za red Crossosomatales po mnogim karakteristikama, uključujući odsutnost bilo kakvog endosperma i dobro razvijen hipantij (struktura u obliku šalice koja podupire čašice, latice i prašnike cvijeta).

## Sinonimi
Nema.